# گرتی دایناسور
گرتی دایناسور (به انگلیسی: Gertie the Dinosaur) فیلمی به کارگردانی وینسر مک‌کی با بازی وینسر مک‌کی محصول کشور ایالات متحده آمریکا است.